# Kasperl als Garibaldi
Kasperl als Garibaldi ist ein von Franz von Pocci verfasstes Drama. Es handelt von Kasperl Larifari, der sich, um der Verhaftung zu entgehen, als der italienische Guerillakämpfer Giuseppe Garibaldi verkleidet.

## Handlung
Bürgermeister Salzmaier hat genug davon, dass von überall Klagen und Beschwerden über den Kasperl kommen, der beispielsweise keine Miete zahlt, seine Frau schlägt oder einen Marktstand zerstört. Er will ihn endgültig verhaften lassen. Ratschreiber Spritzler, ein Freund von Kasperl, warnt diesen jedoch. Gemeinsam beschließen sie, dass sich Kasperl als der italienische Eroberer Garibaldi verkleiden soll, der gerade auf dem Vormarsch ist und den der Bürgermeister ungeheuer fürchtet. 
Einen Tag später muss Kasperl zum Verhör. Als man ihn gerade verurteilen will, gibt es draußen plötzlich Unruhe, da eine (falsche) Meldung aufgetaucht ist, dass Garibaldi bald zum Bürgermeister kommen würde. Kasperl, der in der Aufregung entkommen ist, kommt verkleidet als Garibaldi wieder ins Büro des Bürgermeisters. Obwohl Kasperl ein äußerst fehlerhaftes Pseudo-Italienisch redet (so sagt er beispielsweise "Sauerkrautio", wenn er Sauerkraut verlangt) und auch noch den Namen ständig als "Barigaldi" ausspricht, zittern der Bürgermeister und sogar Kasperl's Ehefrau Margareth vor dem vermeintlichen Feind.
Nachdem Kasperl jedoch das Büro verlassen hat, um das von den Verängstigten aufgetragene Essen zu verspeisen, fliegt die Tarnung auf: Sein Vermieter, der Schneider Bock, kommt herein, erkennt Kasperl sofort und erzählt dem staunenden Bürgermeister und Margareth die Wahrheit. Als Kasperl wieder zurückkommt, erfährt er, dass er enttarnt wurde. Die Anwesenden stürzen sich auf den tobenden Kasperl, der immer noch behauptet "Barigaldi" zu sein.

## Figuren
- Salzmaier, Bürgermeister
- Spritzler, Ratschreiber
- Kasperl Larifari
- Margarethe, seine Frau
- Bock, Schneidermeister
- Zapfl, Wirt zum grünen Ochsen